# Ōjirō Mihara
Ohjiro Mihara (三原 王二郎 Mihara Ōjirō?) es un personaje de la serie de anime y manga Angelic Layer. Es el más popular de la serie. Es atento, carismático y amable en el anime, pero sádico, sarcástico y pervertido en el manga.

## Ohjiro enAngelic Layer
Ohjiro Mihara es el hermanastro de Ichirō Mihara, llamado el Caballero del Layer. Es un buen Deus estratega. Atrae a muchas Deus como Sai Jōnouchi, Arisu Fujisaki y Misaki Suzuhara.
Conoce a Misaki cuando esta entrenaba junto a Icchan. Icchan se fue y Ohjiro junto a Wizard ayudaron a Misaki. Desde entonces, a pesar de la diferencia de edades, a Ohjiro parece gustarle Misaki. Desde niño ha estado enamorado de la madre de ésta, Shuuko Suzuhara, Pero sabe que no le corresponde y por eso quiere ser rechazado por ella de forma apropiada. Ohjiro pelea en las finales contra Misaki pero pierde y descubre lo que siente por ella. En el manga, es más despabilado con ella y hasta se burló de la ropa interior que ella llevaba.
En el final del anime, descubre que en verdad el ama a Misaki. A pesar de esto, se queda en el manga con Tamayo Kisaki, cosa que la mayoría de los fanes se opusieron.
Llamó Wizard a su ángel porque de pequeño siempre quiso ser mago, sin embargo el único poder mágico que al parecer tiene es el de adivinar el color de la ropa interior de las niñas.

## Ohjiro enChobits
Un año después de los eventos de Angelic Layer, Kaede Saitou muere. En sus últimos momentos estuvieron Misaki Suzuhara, Sai Jōnouchi, Minoru y Ohjiro. Misaki llora y Ohjiro la abraza al morir Kaede.

## Ohjiro enTsubasa: RESERVoir CHRoNiCLE
Ohjiro se presenta ante Sakura y Syaoran en la Ciudad Piffle, junto a Tamayo Kisaki y Shoko Asami.

## Vida Amorosa
- Misaki Suzuhara - Ohjiro se enamora de Misaki y viceversa. Por la cuestión de edad, Misaki se confunde y empieza a verlo como un hermano mayor. En la Pelea de Hikaru y Wizard, Ohjiro le confiesa que se ha enamorado de ella e incluso la sigue al final. En el manga es pervertido con ella y un poco burlón pues siempre termina burlándose y adivinando el color de su ropa interior de Misaki.
- Shuuko Suzuhara - Desde niño Ohjiro, se había enamorado de Shuuko, irónicamente la madre de Misaki. Ohjiro a pesar de esto, sabe que no le corresponde.
- Tamayo Kisaki - En el Manga, Misaki asegura que Tamayo y Ohjiro tienen mucho en común. Un mes después se hacen novios. A los fanes, no les gustó mucho eso.

- Datos: Q6175124